# Ifj. Antonio da Sangallo
Ifjabb Antonio da Sangallo, eredetileg Antonio di Bartolomeo Cordini, (Firenze, 1484. április 12. – Terni, 1546. augusztus 3.) itáliai reneszánsz építész, a barokk előfutára, aki főként Rómában és a pápai államban dolgozott. Az egyik legismertebb épület, amelynek építésén közreműködött, a Szent Péter-bazilika.
Nagybátyjától való megkülönböztetésre gyakran az ifjabb jelzőt teszik a neve elé.

## Élete
Híres építészcsaládból származott, id. Antonio da Sangallo és Giuliano da Sangallo unokaöccse volt. 1503-ban követte Giuliano da Sangallót Rómába, ahol később különféle pápák szolgálatában állt. Kezdetben Sanzio és Bramante munkatársaként dolgozott, akik a római Szent Péter-bazilikán dolgoztak.
1520-tól független építész lett, majd Sanzio halála után az utódja lett a bazilika fő építőmestereként. Róma egyik legelismertebb építésze lett.
Alessandro Farnese bíboros, a későbbi III. Pál pápa megbízta a Farnese-palota (Palazzo Farnese) építésével. A munkálatokat Róma 1527-es kifosztása félbeszakította, majd Sangallo halála után Michelangelo folytatta a munkát.
Élete nagy részében Rómában élt és dolgozott, főként a pápák szolgálatában, miközben építkezéseket irányított Firenzében, Orvietóban és máshol.
Nagybátyjaihoz hasonlóan ő is tehetséges hadmérnök volt, és ebben a minőségében a Civitavecchia, Ancona, Firenze, Parma, Piacenza, Ascoli, Nepi, Perugia erődítményeinél dolgozott.
A nevéhez köthető, olaszbástyás erődítmények három fő példája:
- az anconai fellegvár, ötágú alaprajzzal (1532);
- a firenzei Fortezza da Basso, ötszög alaprajzú (1534);
- a perugiai Rocca Paolina, többször elpusztult és újjáépített (1540).

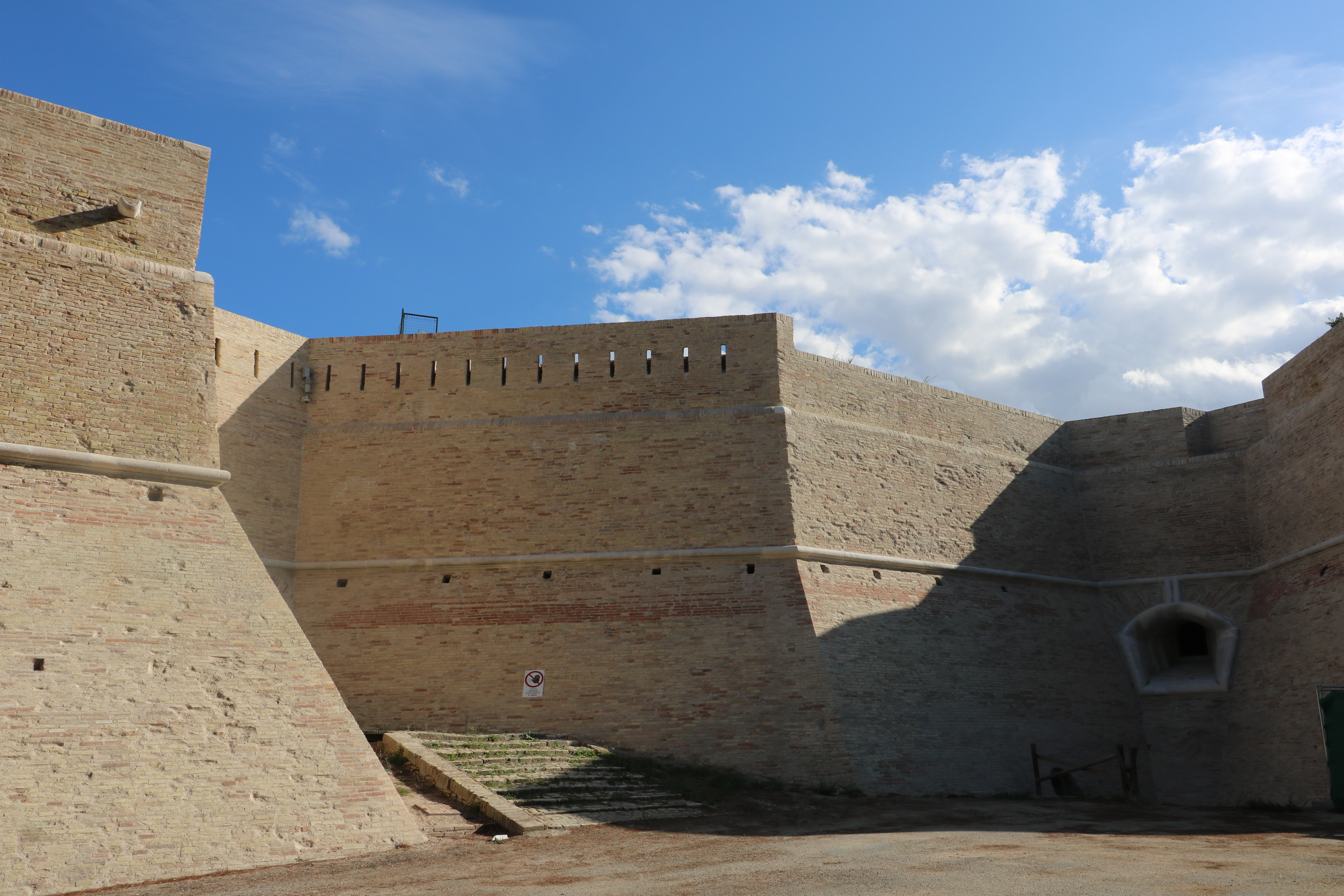
Ancona fellegvára (1532)
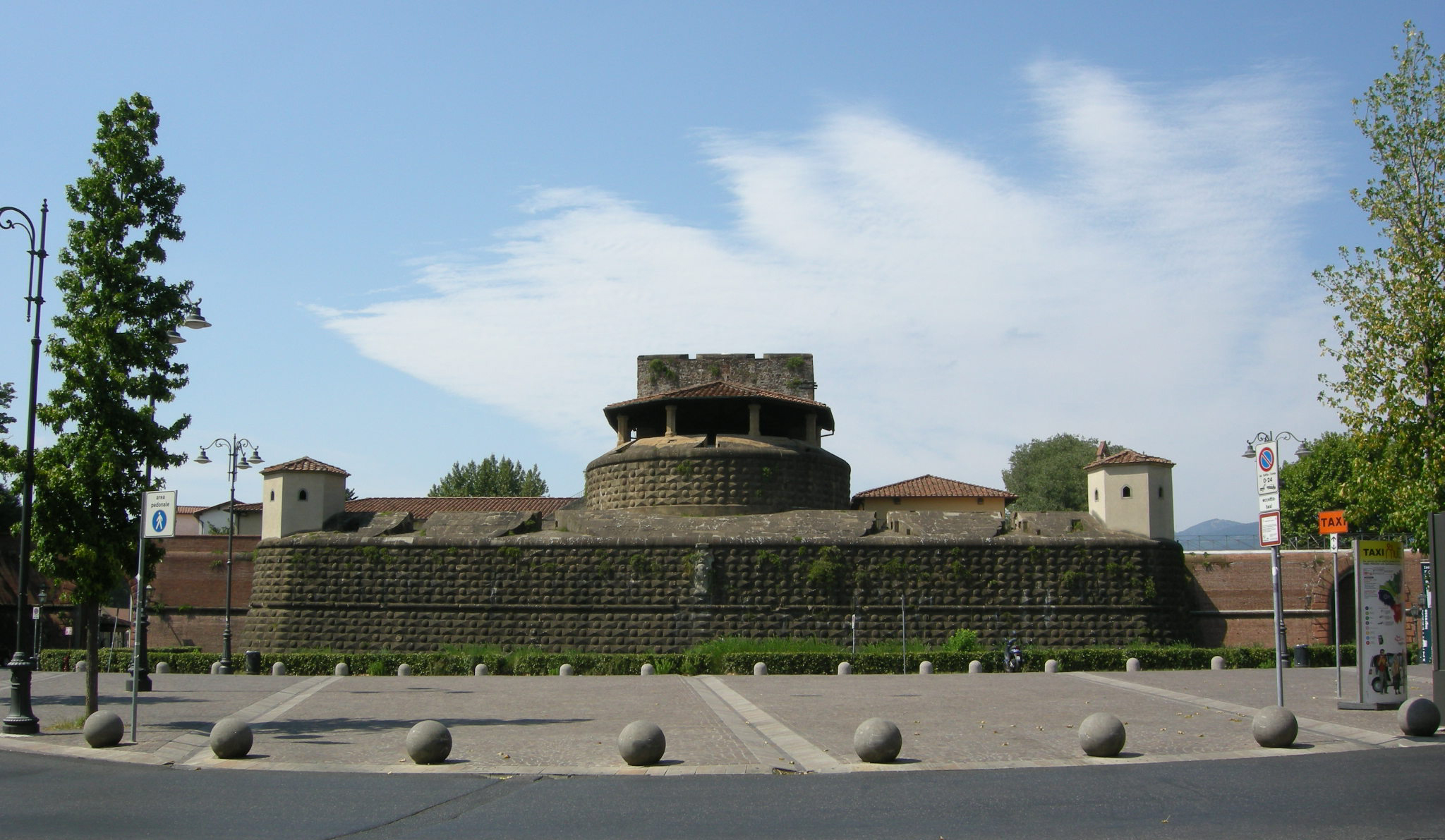
Firenze, Fortezza da Basso (1534)
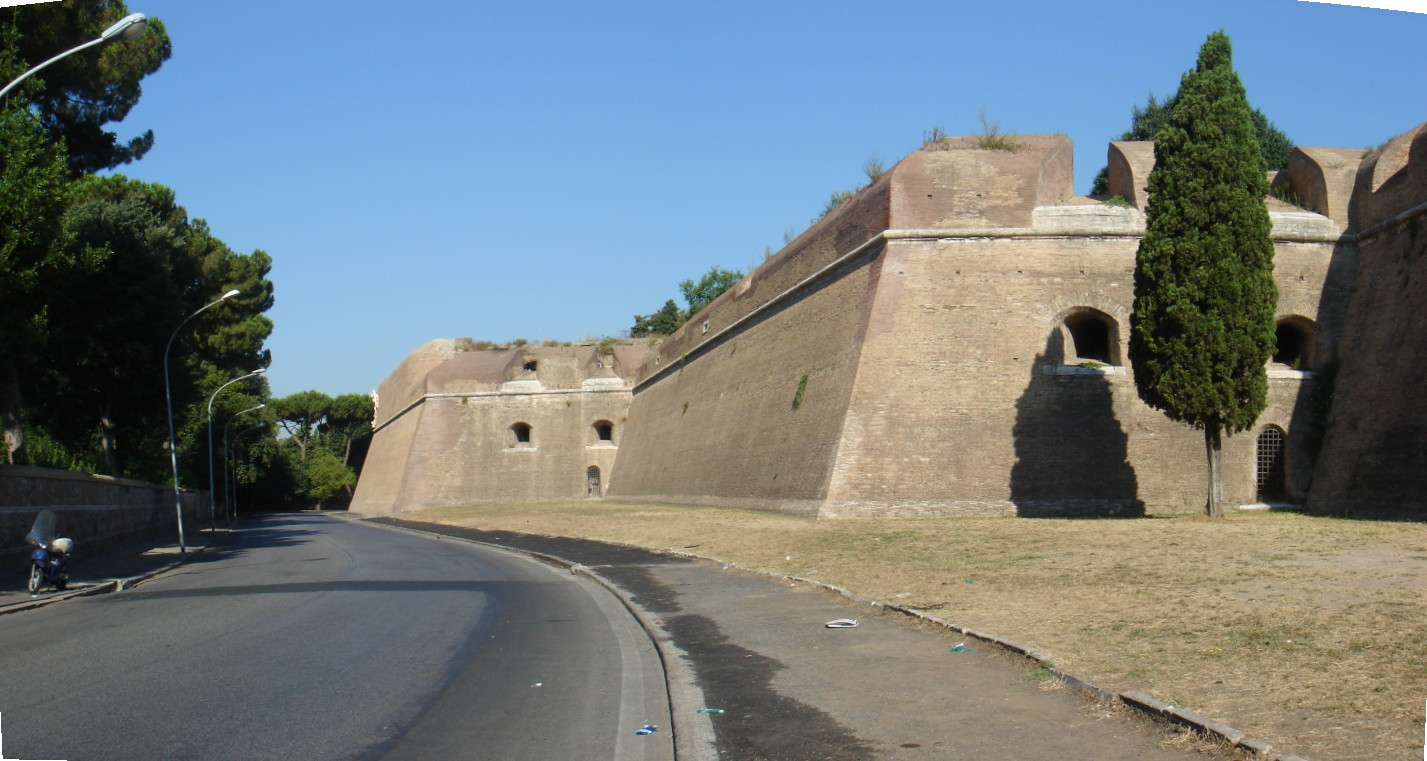
Róma bástyái (1537)
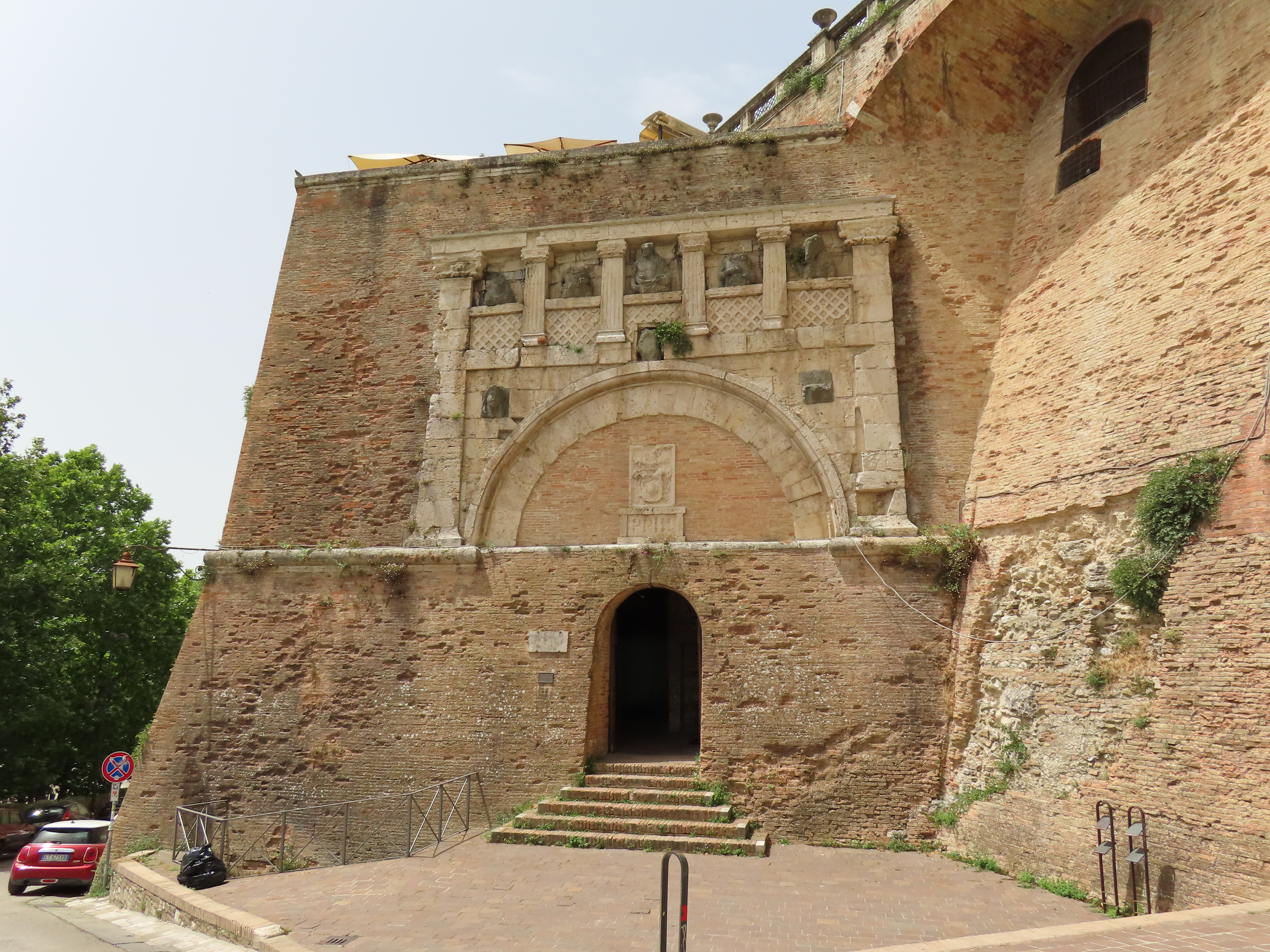
Perugia, Rocca Paolina (1540)

Társadalmi helyzete lehetővé tette számára, hogy idős korában palotát építsen magának a római Via Giulián, amelyet Sacchetti palotának neveznek.
Az épületei az érett reneszánsz stílusát idézik, de megmutatták a korai barokk első jellegzetességeit is.
A Szent Péter-bazilikában temették el.

## Művei

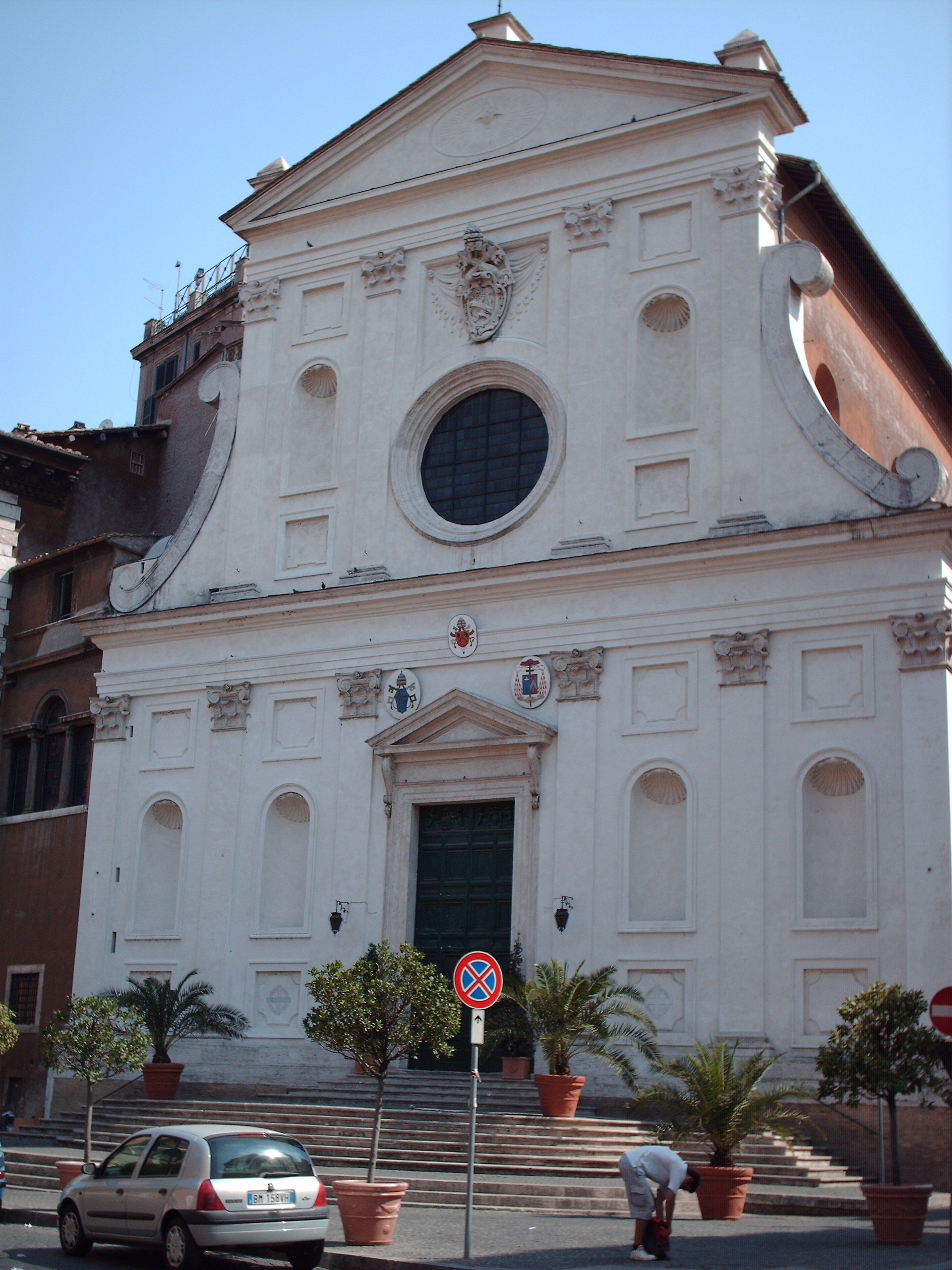
Santo Spirito templom Sassiában, Róma 1545

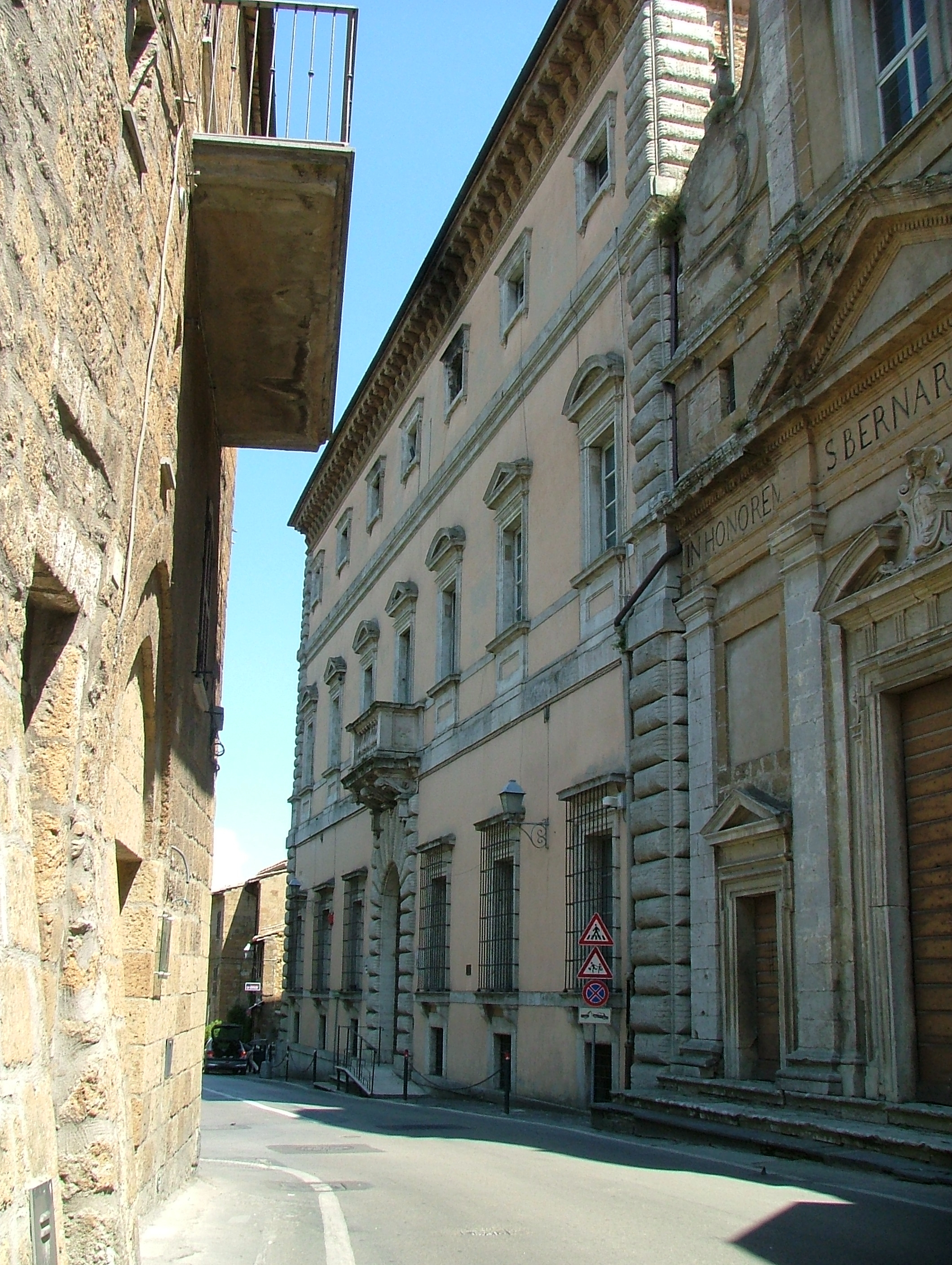
Crispo-Marsciano-palota Orvietóban

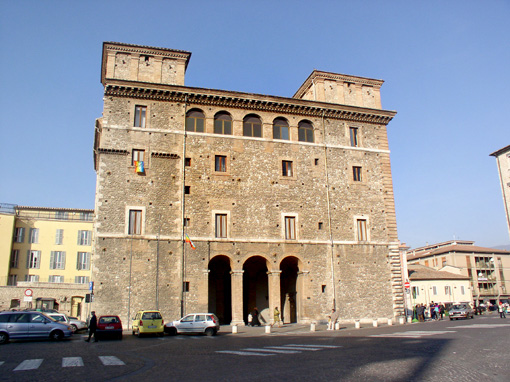
A Spada család palotája, Terni

### Fő munkái
- Santa Maria di Loreto-templom Rómában ( 1507 )
- „Michelangelo erőd” (Forte Michelangelo) Civitavecchiában ( 1508 )
- Palazzo Farnese Rómában ( 1512 ): A palotát a halála után Michelangelo fejezte be.
- A Spada-palota Terniben
- Baldassini-palota Rómában ( 1510-1515 )
- Civitavecchia falai ( 1515- ből)
- Caprarola erődje (Rocca di Caprarola) ( 1515 ), később Vignola alakította át
- Borgia-erőd (Rocca dei Borgia) Vianóban (ma Vejano) ( 1518 )
- Santa Maria templom a római Monserrato degli Spagnoliban ( 1518-tól)
- Loreto bástyafalai (1518-1522)
- A Santo Spirito palotája ( 1520 körül)
- Farrattini-palota Ameliában ( 1520-1525 )
- Borgo kormányzói palota Rómában (1526)
- Szent Patrik kút Orvietóban (1527-1537 )
- Ancona fellegvára ( 1532 )
- Fortezza da Basso Firenzében ( 1534 )
- Santo Spirito-templom Sassiában, Rómában ( 1538-1545 )
- Malatesta erőd Ascoli Picenóban, (1540-1543 )
- Perugiai Rocca Paolina ( 1540 )
- Pálos kápolna (Cappella Paolina) a Vatikánban ( 1534-1540 )
- Palazzo Sacchetti Rómában ( 1542-től)

## Fordítás
- Ez a szócikk részben vagy egészben  az   Antonio da Sangallo il Giovane című olasz Wikipédia-szócikk fordításán alapul.  Az eredeti cikk szerkesztőit annak laptörténete sorolja fel. Ez a jelzés csupán a megfogalmazás eredetét és a szerzői jogokat jelzi, nem szolgál a cikkben szereplő információk forrásmegjelöléseként.